# 앨런 매기
앨런 유진 매기(영어: Alan Eugene Magee, 1919년 1월 13일 ~ 2003년 12월 20일)은 미국의 항공 대원이다. 제2차 세계 대전에 참전했다가 B-17 플라잉 포트리스기가 사고를 당해 6,700m 상공에서 추락했으나 살아남은 것으로 유명하다. <스미소니언 매거진>에서 2차 대전 중 가장 놀라운 생존기 10인 중 한 명으로 선정되기도 했다.

## 생애
1919년 1월 13일 미국 뉴저지주 플랜필드에서 6남매 중 막내로 태어났다. 1941년 진주만 공습이 벌어진 뒤 미국 공군에 입대하였으며, B-17 폭격기의 기총탑 조준병으로서 제360폭격중대 제303폭격전단 소속, 플라잉 포트리스 B-17F-27-B0 41-24620번기로 배치됐다. 폭격기의 별명은 '딱! 치직! 펑!' (snap! crackle! pop!, 폭탄에 불을 붙이고 터뜨리는 소리)이었다.
1943년 1월 3일 매기는 프랑스 생나제르 일대에 주간폭격을 진행하는 일곱번째 임무를 수행하기 위해 B-17기에 올랐다. 비행 도중 독일기의 반격으로 폭격기의 오른쪽 날개 부분이 격추당했다. 그 결과 비행기가 극심하게 회전하기 시작했다. 매기는 격추 과정에서 입은 부상을 무릅쓰고 기총탑에서 탈출하려 애를 썼다. 그런데 낙하산 역시 갈기갈기 찢겨져 못 쓰게 된 상태였고, 이를 알게 된 매기는 결국 낙하산 없이 비행기에서 그냥 뛰어내렸다. 높은 고도 때문에 머지않아 정신을 잃은 매기는 그대로 6700m 아래로 추락하다 생나제르 철도역의 유리 천장 위로 떨어졌다. 충돌 순간 유리천장은 완전히 산산조각났으나 오히려 그 덕에 완충 효과를 보아 매기는 목숨을 건졌다. 그후 매기는 역 바닥에 쓰러져 있다 독일군 구조대에 의해 발견되었다.
매기는 전쟁 포로로 분류되어 독일군에게 끌려갔지만 워낙 부상이 심각했던 탓에 바로 치료를 받았다. 격추 당시 이미 총탄파편 28개가 온몸에 박혀 있었던 데다, 추락사고로 인한 여파로 뼈 곳곳이 부러지고 코와 눈, 허파와 간 곳곳에 부상을 입었으며, 오른팔은 거의 잘려나간 상태였다. 긴 치료와 수감생활을 거친 뒤 1945년 5월, 서부전선에서의 종전과 함께 매기는 자유의 몸이 되었고, 전장에서의 공로로 에어 메달과 퍼플 하트를 수여받았다.
전후에는 항공사 자격증을 따서 항공업계에서 여러 가지 경력을 거쳤고, 1979년 은퇴해 뉴멕시코주 북부로 이사를 가서 살았다. 1993년 1월 3일에는 사고 50주년을 맞이해 생나제르 시민들이 매기와 당시 폭격기 대원들을 위한 6m 크기의 기념비를 세웠다. 이후 2003년 12월 20일 텍사스주 샌안젤로에서 뇌졸중과 간경화로 사망했다. 향년 84세.

## 같이 보기
- 니컬러스 올크메이드
- 베스나 불로비치